# Ulla Trenter
Ulla Trenter (* 18. Dezember 1936 in Stockholm als Ulla Anderson; † 23. Dezember 2019) war eine schwedische Schriftstellerin und Übersetzerin.

## Leben
Trenter absolvierte eine akademische Ausbildung zur Übersetzerin an der Universität Stockholm. Sie war mit dem Kriminalschriftsteller Stieg Trenter verheiratet. Von 1959 bis zu seinem Tod 1967 lernte sie viel von seinen Fähigkeiten. Sie begann dann mit ihrer eigenen schriftstellerischen Tätigkeit, indem sie Stieg Trenters gerade begonnenen Roman Rosenkavaljeren („Der Rosenkavalier“) beendete. Von Rezensenten und Verlegern aufgemuntert, fuhr sie mit dem Schreiben in der Spur ihres Mannes fort und übernahm auch seine Personengalerie mit dem Fotografen Harry Friberg als Problemlöser und Widersacher des Kriminalintendanten Vesper Johnson. Sie mochte diese Reihe der 1950er Jahre aber nicht besonders und experimentierte in einigen Büchern damit, die Gewohnheiten der Figuren zu verändern oder ließ sie verkleidet auftreten. 1982 stellte sie eine neue Hauptperson vor.
Trenter hat eine große Anzahl Kriminalnovellen und 1979, zusammen mit dem Zeichner Harry Karlsson, ein Buch über Mariefred geschrieben. In den 1980er Jahren arbeitete sie einige Jahre als Studienorganisator der Volkshochschule und ab 1987 bei der Volksbuchführung. Ab 1975 war sie politisch für die Zentrumspartei aktiv, interessierte sich hauptsächlich für kulturelle und kirchliche Fragen und sang im Chor. Sie war Mitglied in einer Anzahl unpolitischer Vereinigungen, unter anderem Zonta International, der Kriminalschriftsteller-Vereinigung in Stockholm, der schwedischen Krimiautoren-Akademie und Rettet die Kinder.
1991 erschien ihr 23. Kriminalroman Sköna Juveler („Schöne Juwelen“). Obwohl Trenter auch Erfolg mit Kriminalromanen hatte, beschäftigte sie sich am liebsten mit der literarischen Form der Novelle. Das kleine Format und der spezielle Anspruch der Komposition, bereitete ihr sowohl als Schriftstellerin als auch Leserin Freude. Sie hatte selbst gesagt, dass sie einerseits für Vergnügen und Unterhaltung schreibt, aber auch, um ein Alltagsbild der siebziger, achtziger und neunziger Jahre in Schweden zu hinterlassen.
1997 wurde ihr Buch Kungens lilla piga („Des Königs kleine Magd“) neu aufgelegt und 1998 kam erneut Döda rummet („Der tote Raum“) heraus. Ihr Buch Stieg Trenters mat („Stieg Trenters Essen“) ist eine faszinierende Mischung aus Biografie und Kochbuch. Ihre letzte Arbeit war eine Übersetzung der Biografie Agatha Christies.

## Werke
| - Rosenkavaljeren (1967) - Kungens lilla piga (1968) - Påfågeln (1969) - Odjuret (1970) - Gästen (1971) - Skatten (1972) - Kedjan (1973) - Sov i ro (1974) - Tigerhajen (1975) - Drakblodet (1976) - En gång är ingen gång (1977) - De dödas lott (1978) - Kartan (1979) | - Mariefred Staden Slottet Omgivningarna (1979) - Skyddsänglarna (1980) - Roten till det onda (1981) - Döda rummet (1982) - Rika barn leka häst (1983) - Grodmuggen (1984) - Som man bäddar (1985) - Värsta möjliga tystnad (1986) - En död liten stuga (1987) - Döden i rikssalen (1988) - De röda cirklarna (1989) - Sköna juveler (1991) - Lustmord (1999) - Varför dör grannarna? (2006) |